# Sevier County (Utah)
Sevier County je okres ve státě Utah v USA. K roku 2010 zde žilo 20 802 obyvatel. Správním městem okresu je Richfield. Celková rozloha okresu činí 4 968 km², z čehož 0,42% (21 km²) tvoří vodní plocha. Byl pojmenován podle řeky Sevier River.